# Prasat Kravan

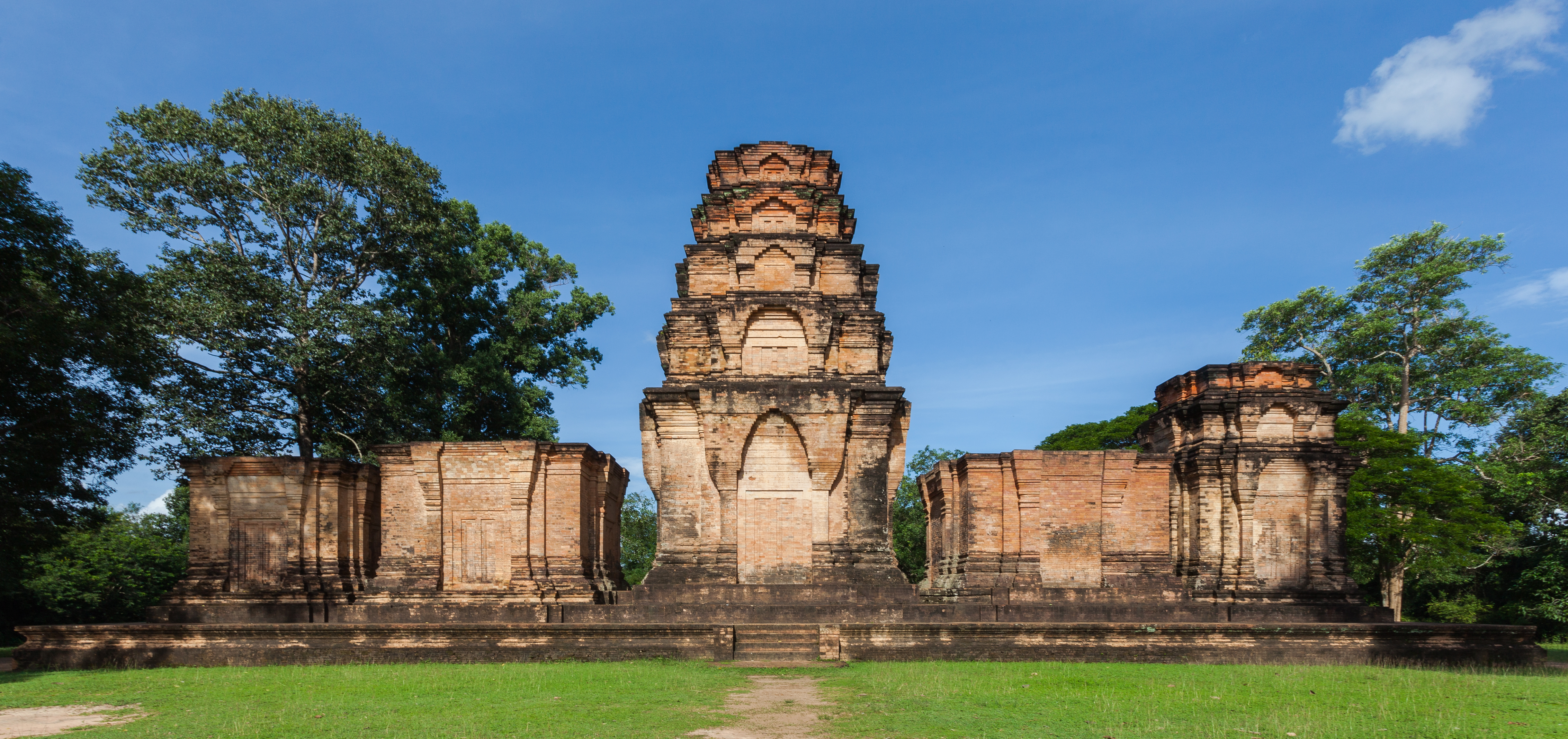
Westansicht Prasat Kravan

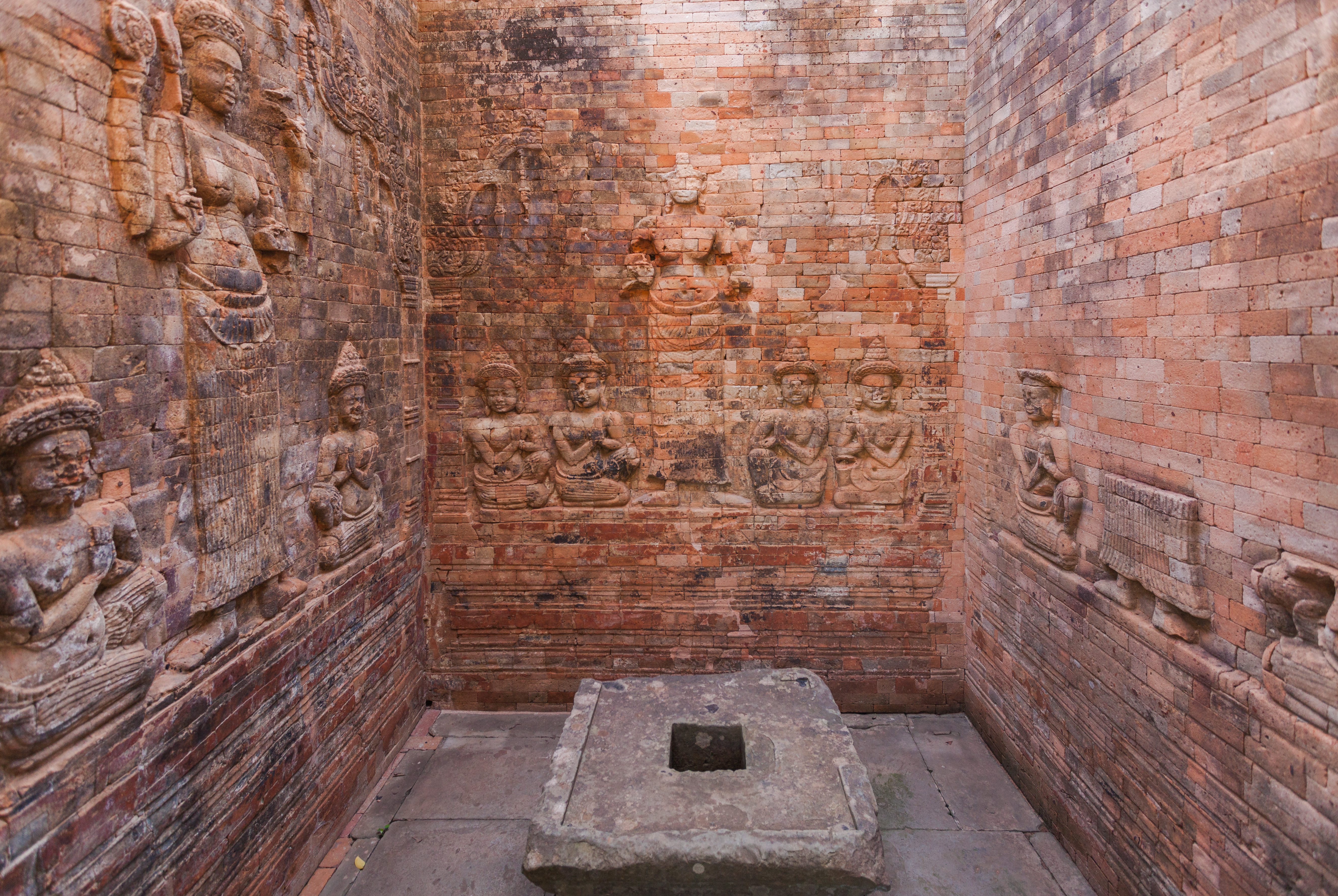
Blick in eine Cella

Prasat Kravan ist ein dem Hindu-Gott Vishnu geweihter Tempel im Archäologischen Park Angkor, Kambodscha. Er wurde im Stil von Koh Ker (921–944) erbaut und im Jahre 921 eingeweiht. Prasat Kravan ist einer der letzten großen Ziegelbauten und gehört noch zu einer von Indravarman I. begonnenen Kunstrichtung. Prasat Kravan kann mit „Heiligtum des Kardamom“ übersetzt werden, was darauf hindeutet, dass der Tempel nach einem Baum benannt wurde, der dort gestanden hat.
Prasat Kravan besteht aus fünf Cella, die nebeneinander auf einer Plinthe in Nord-Süd-Richtung stehen. Alle fünf Heiligtümer sind nach Osten geöffnet, wobei nur beim mittleren und dem südlichen der Überbau erhalten ist.
Er besitzt mehrere Reliefs und Reste einer Ausmalung. Die Turmheiligtümer der Indravarman-Epoche besitzen in der Regel keinen Innenschmuck, doch der Prasat Kravan macht eine Ausnahme, der mittlere Turm besitzt innen Reliefs, die direkt in das Mauerwerk gemeißelt wurden. Die Reliefs zeigen mehrere Darstellungen von Vishnu und im Nordturm von Lakshmi, Vishnus Frau. Es existiert sogar eine Zwillingsanlage (Prasat Neang Khmau) südlich von Phnom Penh in der Provinz Takeo. 